# 卡爾卡-西姆拉鐵路

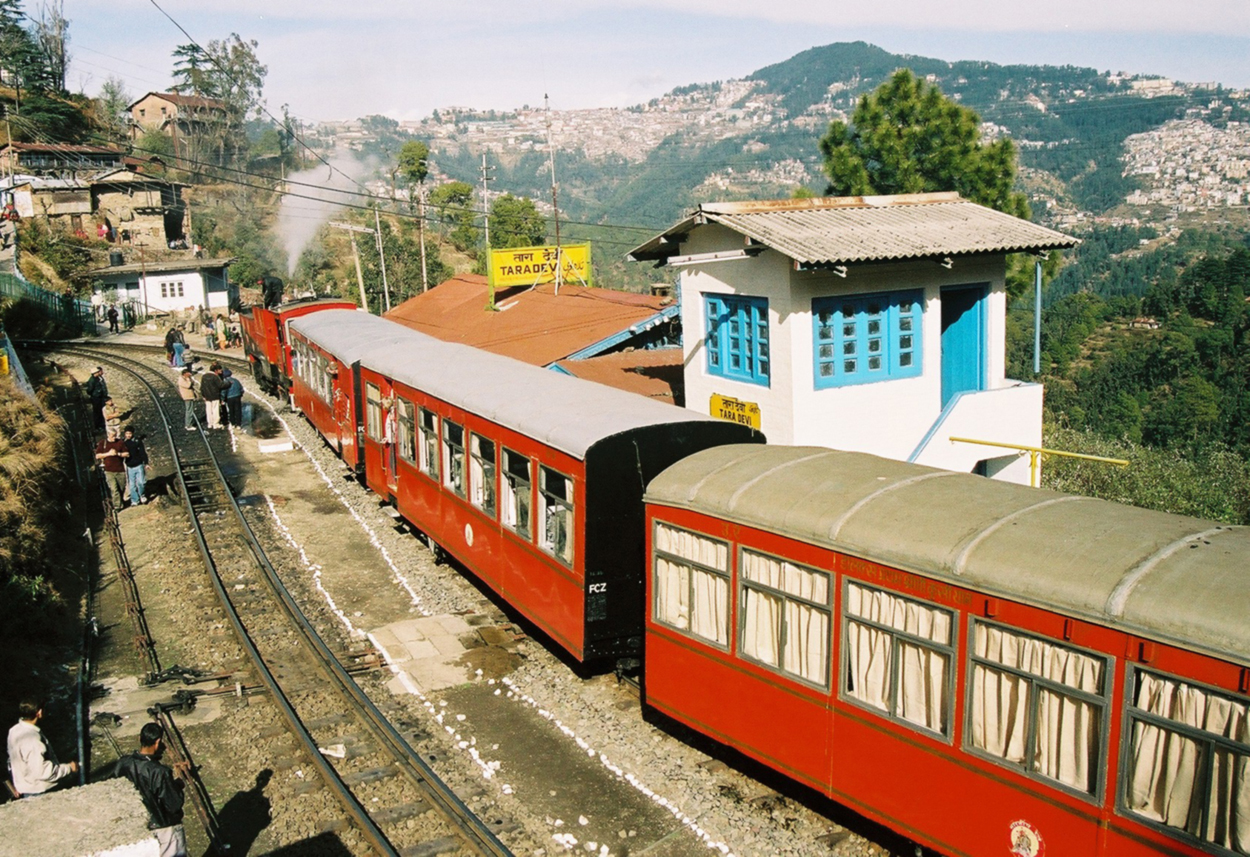

卡尔卡-西姆拉铁路为印度北部一條軌距2英尺6英寸（762毫米）的窄轨铁路 ，路線由卡尔卡到西姆拉，多為山地， 以丘陵和周围鄉村的壮丽景色而闻名。这条铁路是赫伯特·赛普蒂默斯·哈林顿（Herbert Septimus Harington）所指示，於1898年和1903年之间興建，以连接西姆拉（英屬印度的夏都）与印度铁路系统的其余部分。 
2008年7月8日，联合国教科文组织將本路線納入印度世界遺產名錄的印度山地鐵路。 

## 歷史
英國在第一次英尼戰爭後不久進佔位在喜馬拉雅山腳的西姆拉（Shimla，當時拼法為Simla），海拔高度7,116英尺（2,169米）。1847年11月，德里憲报的特派記者首先提出了興建鐵路至西姆拉的想法。 
西姆拉于1864年成为英属印度的夏都，也是印度軍隊的總部。因此每年整個政府要用馬車與牛車在加尔各答和西姆拉之间遷移兩次。 
1891年，1,676毫米（5英尺6英寸） 的寬軌鐵路線由德里通至卡爾卡。由此興建支線到西姆拉開始成為可行構想。  
路線勘察於1884年與1885年进行，887年向英属印度政府提交了計畫报告。1892年和1893年进行了新的勘查，结果提出了四條路線：兩條使用一般軌道的路線，長度67.055 mi（107.915 km），以及兩條使用齒軌的路線，長69.75 mi（112.25 km）。1895年，从卡尔卡到索兰，再次进行了新的测量，以決定採用坡度1比12的齒軌或是1比25的軌道。經過討論後選擇了普通軌道鐵路。  
私人公司德里-安巴拉-卡爾卡鐵路公司（Delhi-Ambala-Kalka Railway Company）於1898年6月29日與政府簽訂合約，興建軌距2英尺（610毫米）的卡尔卡-西姆拉铁路。  合約规定政府不提供任何财政援助或担保以興建鐵路，但是政府免费向公司提供所需用地。不過後來當路線開通時，估计费用为8,678,500卢比，比原始估計增加了一倍。  計畫的首席工程師是H.S. Herlington。  
長達95.68（59.45英里）的路線於1903年11月9日通車， 並於1909年6月27日延伸到西姆拉貨運站（曾為牛車的辦事處），路線長度變為 96.60（60.02英里）。
英屬印度陸軍認為兩英尺軌距不足，要求在山區與次要戰略路線採取標準軌鐵路。政府也認為兩英尺軌距不足以應付軍事用途與首府所需。 故1901年11月15日重新訂約，要求鐵路公司將軌距改為 2英尺6英寸（762毫米）；已興建的路段則拓寬軌距。 不過也有紀錄顯示直到1905年才進行軌距拓寬。
1905年鐵路公司開始使用10噸鐵路吊車，以便進行日常維修與將脫軌車輛吊回軌道。
由於路線維持費用與首府消費水準較高，本路線的收費較貴，但到了1904年公司已經支出16,525,000 盧比，卻仍無獲利可能。於1906年1月1日政府收購本路，耗費 17,107,748 盧比。之後本路屬於拉合爾的西北鐵路局但仍獨立運作，到1926年轉移到德里分局。1987年7月改由阿姆巴拉分局管理。
2007年喜馬偕爾邦政府宣布本路為古蹟路線。 2008年7月8日聯合國教科文組織宣布卡爾卡-西姆拉鐵路、大吉嶺喜馬拉雅鐵路、尼爾吉里登山鐵路（Nilgiri Mountain Railways）一同成為世界遺產－－印度山地鐵路（mountain railways of India）。
2011 年7月7日，印度鐵路局為西姆拉的巴巴巴庫鐵路博物館（ Baba Bhalku Rail Museum）開幕，展示本路的歷史文物。

## 路線與工程
全線有20個車站，103座隧道，912個彎道，969座橋梁，最大坡度3％（1:33）。最長的隧道為進入Bagot站之前的Bagot 隧道（長1,143.61米），最長的橋樑長達60英尺（約合18.29公尺），最小曲率半徑為123 英尺（約合38公尺） 。列車的平均時速為25–30公里，但動力客車時速可達50-60 公里。一般列車與動力客車都有展望室。全路線氣温介於攝氏0-45 度，年雨量200–250 厘米。 
起點卡爾卡海拔656公尺，位於西瓦利克山脈山腳，經過 Dharampur、索蘭、Kandaghat、Taradevi、 Barog,、Salogra、Totu (Jutogh) 、 夏山（Summerhill），抵達位於海拔2075公尺（6808英呎）的西姆拉，全線落差1,419公尺（4,656英呎），最初使用每碼42磅（每公尺20.8公斤）的鋼軌，後來改用每碼60磅（每公尺29.8公斤）的鋼軌。全線最初興建了107個隧道，後因坍方等固，僅剩102個隧道使用中。

### 車站列表
下表車站順序由南向北，鐵路路線最初位於印度國道五號公路西側，到了Koti站以北則位於公路東側。.

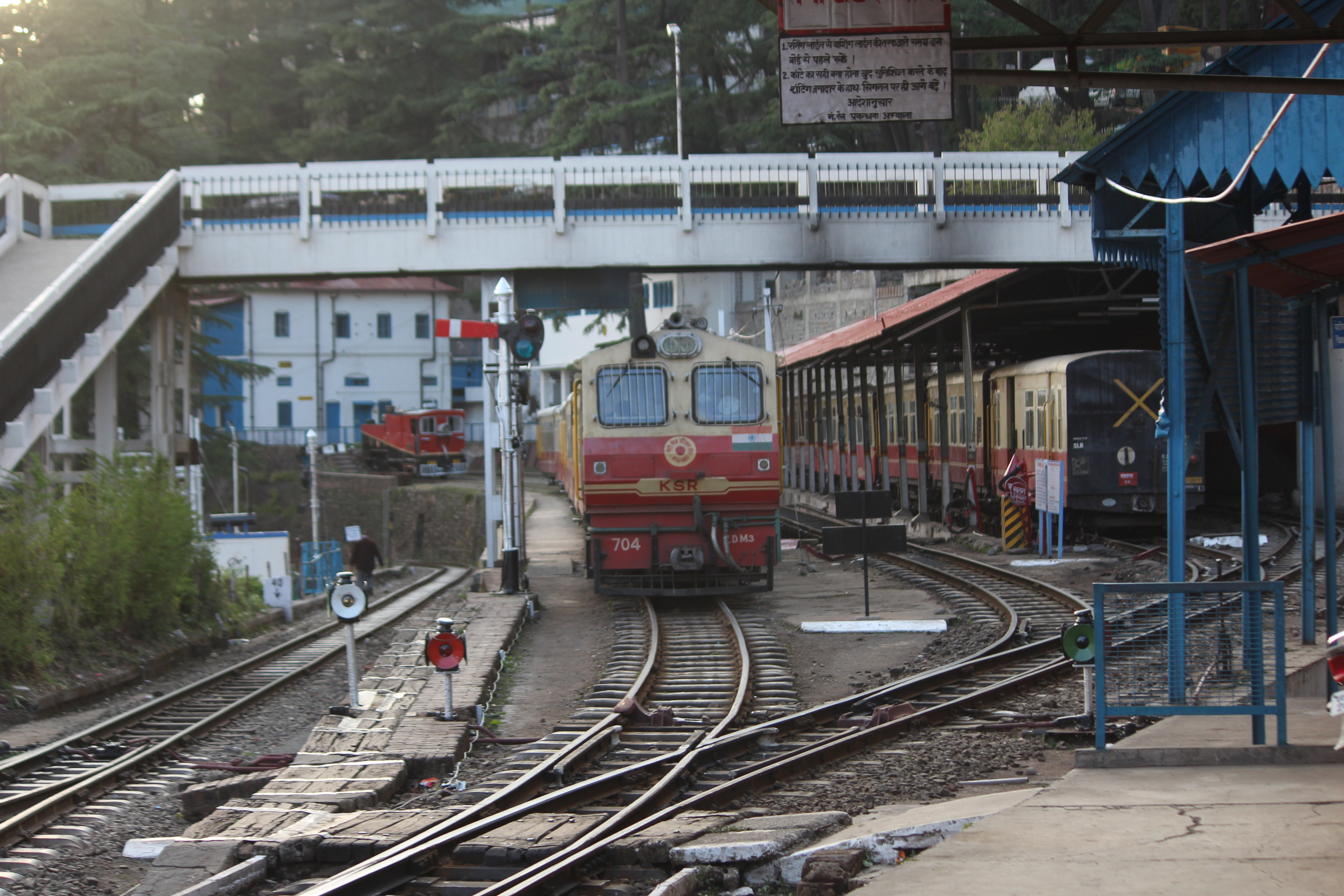
西姆拉
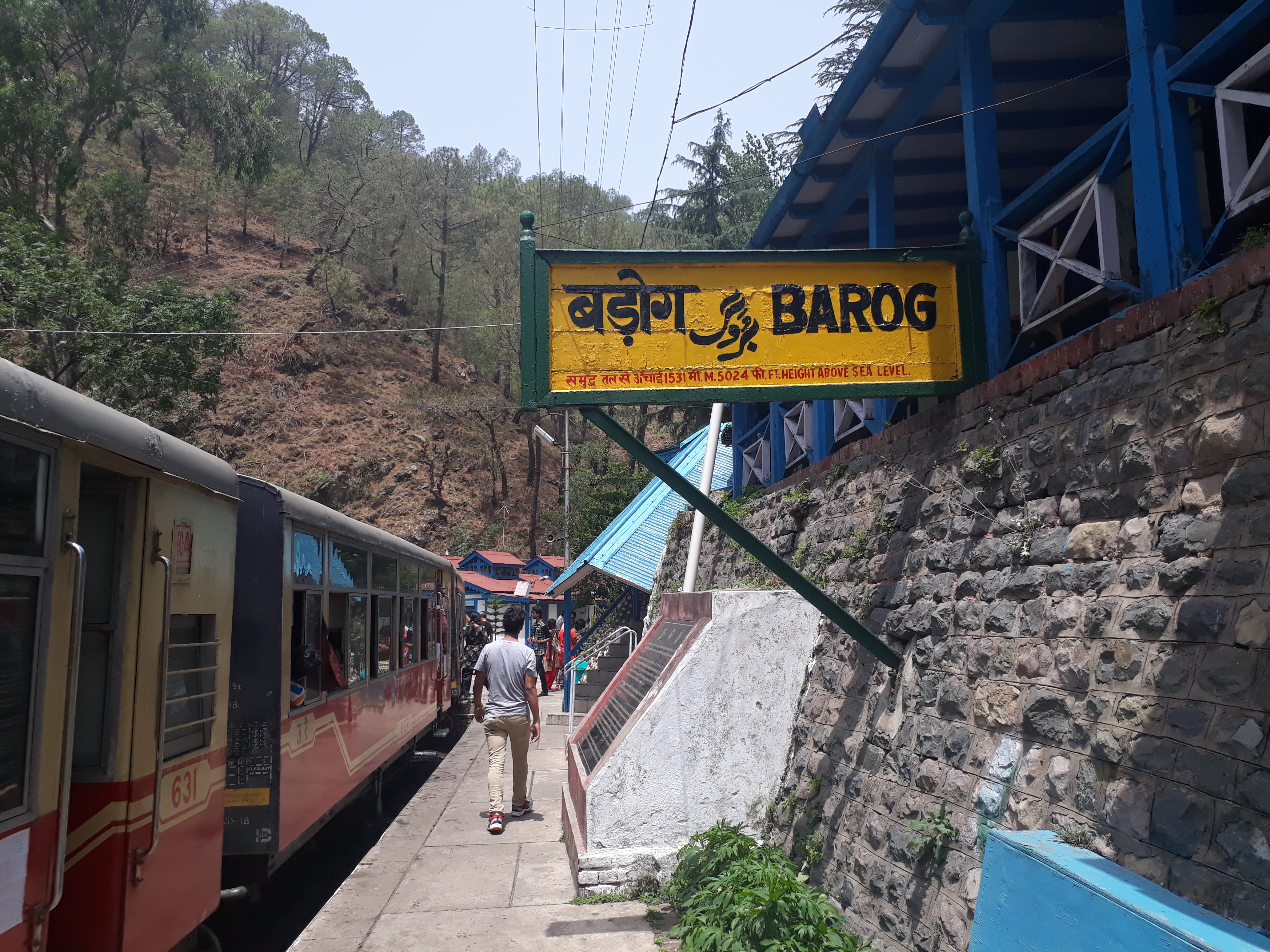
Barog
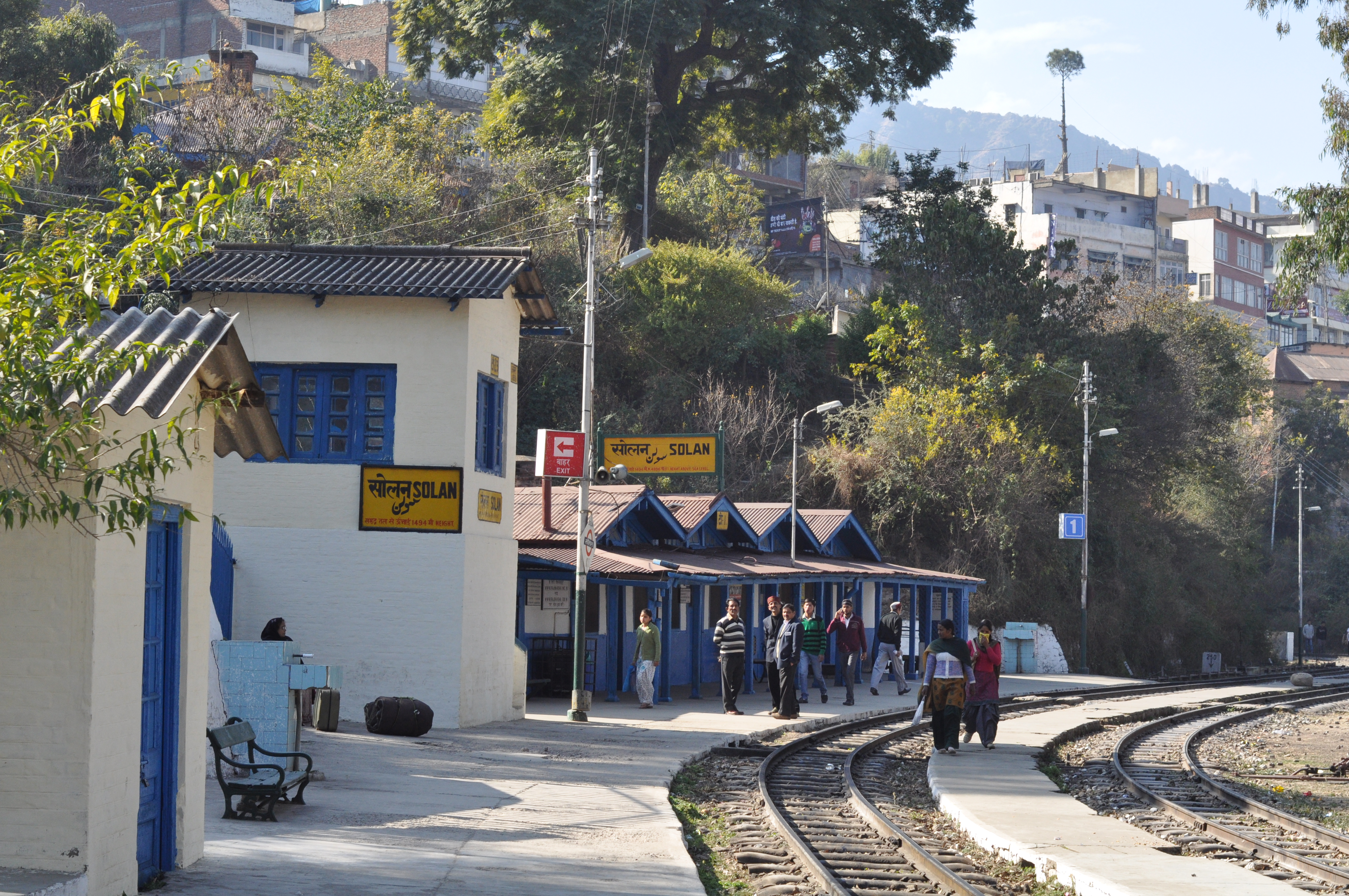
索蘭
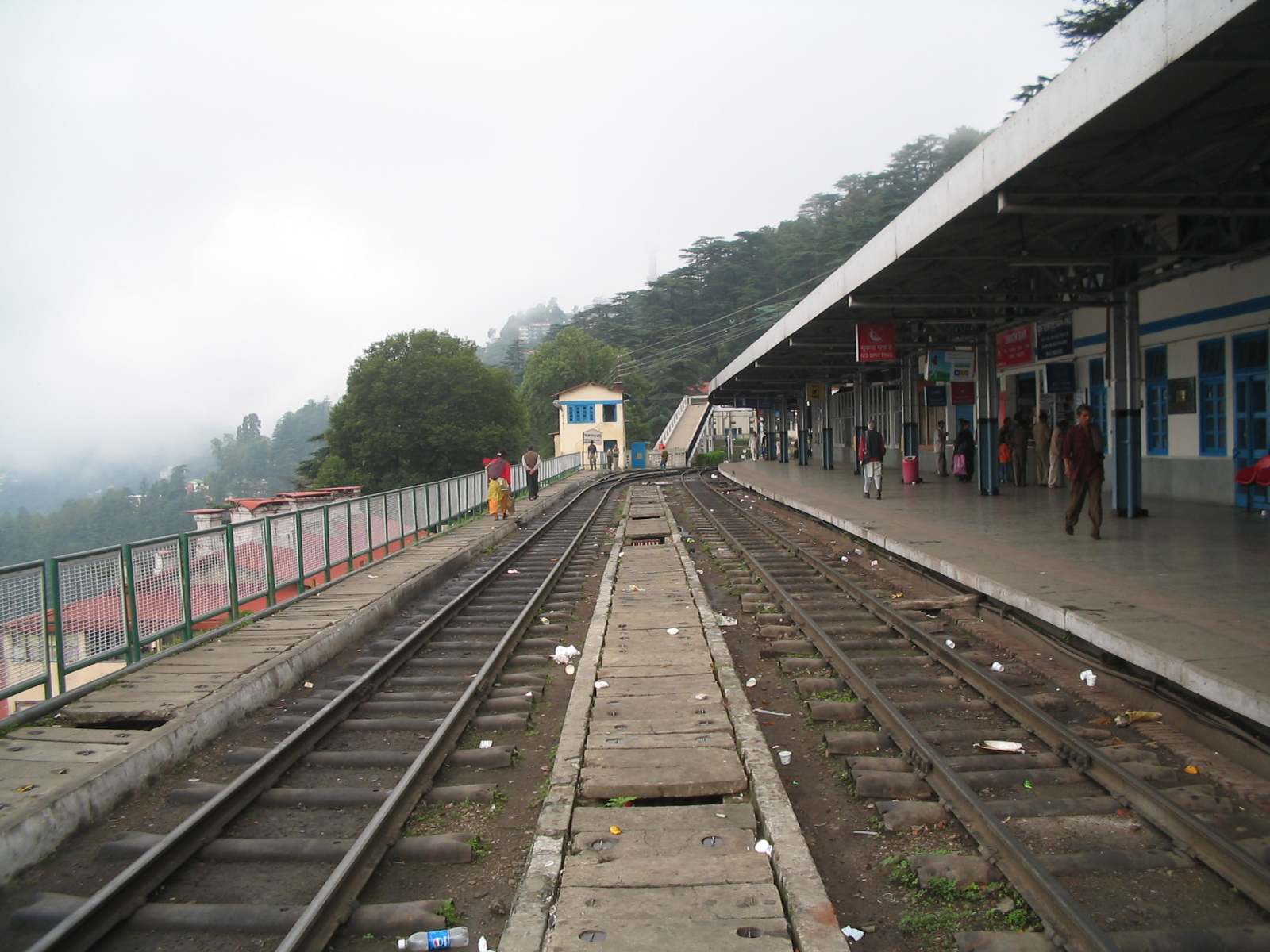
西姆拉
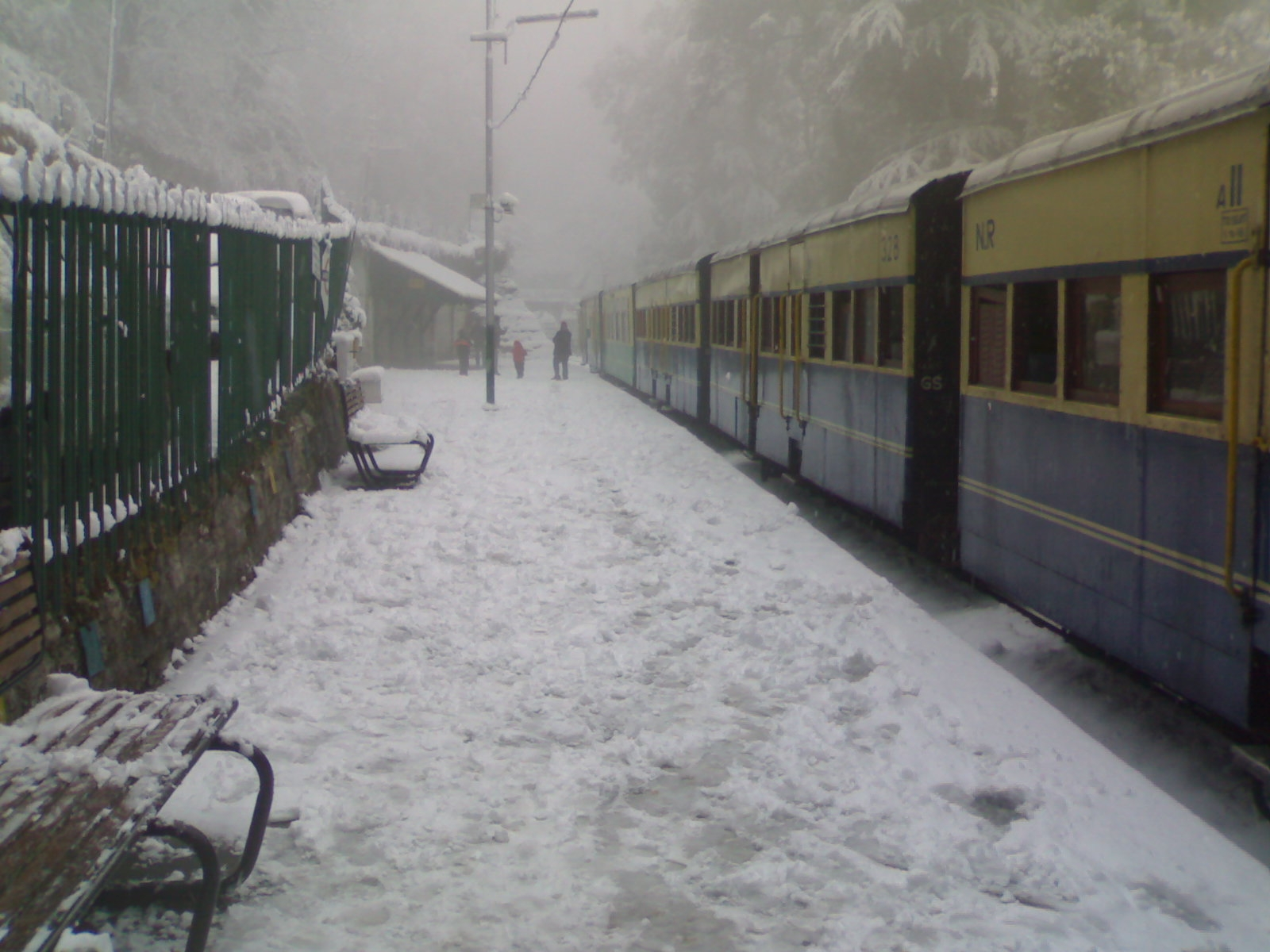
夏山

| 車站                | 里程               | 海拔               | 附註 |
| ------------------- | ------------------ | ------------------ | --- |
| Kalka               | 0（0英里）         | 656（2,152英尺）   | 本城名字源於印度教神祇名卡利（Kali）。本站有柴油車車庫，也有維修機車與車廂的機廠。                                                                    |
| Taksal              | 5.69（3.54英里）   | 806（2,644英尺）   | 據稱本地曾為古時鑄幣廠，因而得名（但未有文獻證實）。                                                                                                  |
| Gumman              | 10.41（6.47英里）  | 940（3,080英尺）   | 位於卡紹利山區的車站。 |
| Koti (Jabli)        | 16.23（10.08英里） | 1,098（3,602英尺） | 也稱為Jabli車站。常有野生動物出沒。本站附近有全線第二長的隧道（10 號，長度為 693.7公尺）。 2007年8月，豪雨沖走了部分車站建築和軌道。                  |
| Sonwara             | 26（16英里）       | 1,334（4,377英尺） | 六公里外有Sanawar的勞倫斯學校。附近還有全線最長的橋（226號橋，長97.40公尺，高19.31公尺）。 本站距離避暑勝地卡紹利11公里，距離卡紹利酒廠9.3公里。      |
| Dharampur           | 32.14（19.97英里） | 1,469（4,820英尺） | 可通往13公里以外的避暑勝地卡紹利。在路線里程33公里處有本路段總工程師的宅院，在1960年代晚期改為北方鐵路安全中心（Northern Railway Safety Institute）。 |
| Kumarhati (Dagshai) | 39（24英里）       | 1,579（5,180英尺） | 提供達格斯海軍營的交通。 |
| Barog               | 42.14（26.18英里） | 1,531（5,023英尺） | 全線最長的隧道（33號，長1143.61公尺）位於本站往卡爾卡方向。                                                                                           |
| 索蘭                | 46.10（28.65英里） | 1,429（4,688英尺） | 附近有國立蕈菇栽培研究院以及索蘭農業大學。 |
| Salogra             | 52.70（32.75英里） | 1,509（4,951英尺） | 索蘭酒廠位於幾公里外。 |
| Kandaghat           | 58.24（36.19英里） | 1,433（4,701英尺） | 長32公尺的493號拱橋位於此處。 |
| Kanoh               | 69.42（43.14英里） | 1,647（5,404英尺） | 本線最高的多重拱橋（541號，高23公尺，長54.8公尺）位於此處。                                                                                           |
| Kathleeghat         | 72.23（44.88英里） | 1,701（5,581英尺） | 位於通往西姆拉的公路旁。 |
| Shoghi              | 77.81（48.35英里） | 1,832（6,010英尺） | 可通往附近的印度教神廟。. |
| Taradevi            | 84.64（52.59英里） | 1,936（6,352英尺） | 站名來自附近的印度教神廟。本站向西姆拉方向有全線第三長的隧道（91號隧道，長992公尺）。                                                                 |
| Jutogh              | 89.41（55.56英里） | 1,958（6,424英尺） | 西姆拉郊區的車站，曾做為久托格軍營的轉運站。 |
| 夏山（Summer Hill） | 92.93（57.74英里） | 2,042（6,699英尺） | 西姆拉郊區的車站，最初作為總督官邸交通之用。喜马偕尔邦大學（Himachal Pradesh University）位於本站附近。                                               |
| Shimla              | 95.60（59.40英里） | 2,075（6,808英尺） | 位於西姆拉舊公車站下方。 |

- 西姆拉
- Barog
- 索蘭
- 西姆拉
- 夏山

## 車輛

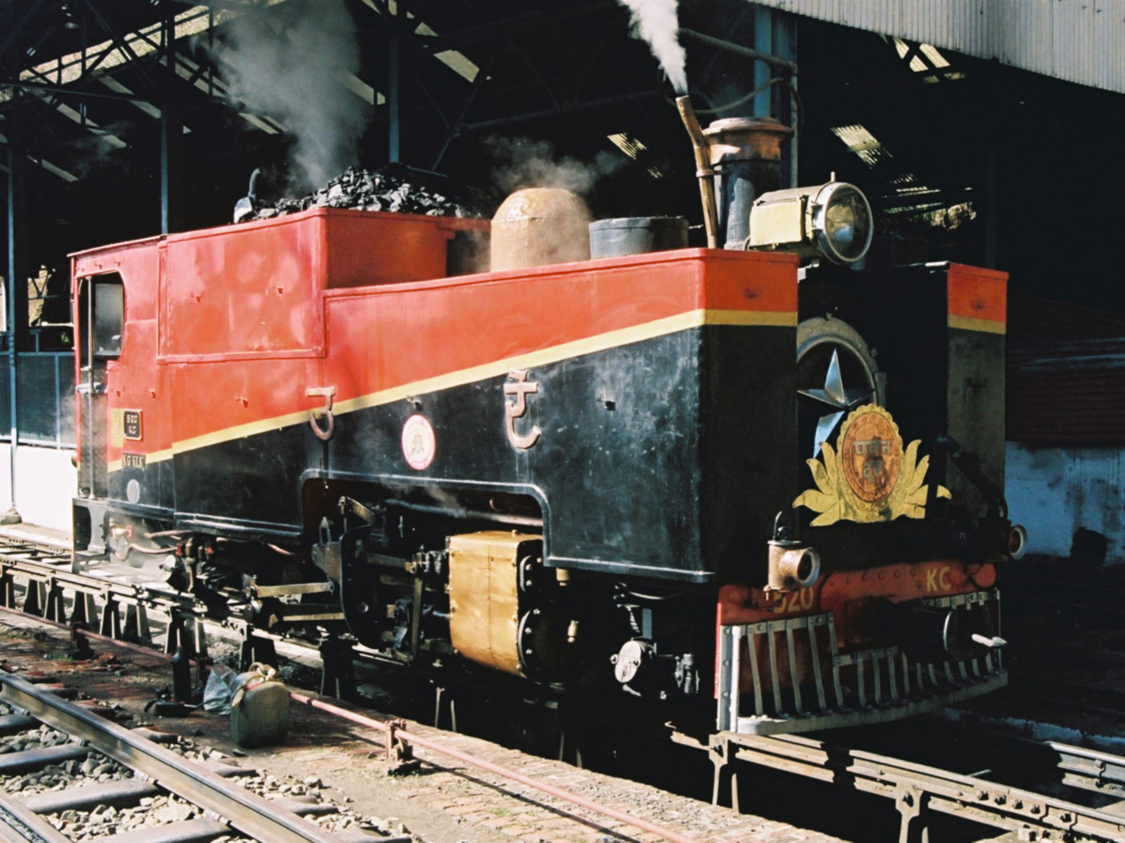
520號蒸氣機車

路線最初的機車是兩部B型 0-4-0ST 蒸汽機車，來自大吉嶺喜馬拉雅鐵路，原始軌距為 2英尺（610毫米） ，1901年改造為軌距2英尺6英寸（762毫米） 。不過因為大小不敷使用而在1908年售出。1902年引進10部稍大的，由英國夏普·史都華公司（British Sharp, Stewart and Company）製造的機車，軸配置為 0-4-2T ，車重 21.5長噸（21.8公噸；24.1短噸） ，動輪直徑 30英寸（762） ，汽缸 12乘16英寸（304.8乘406.4）。
1904年到1910年之間引進了30輛較大的蒸汽機車（雖然稍有差異），軸配置為 2-6-2T ，由 Hunslet Engine 與 North British Locomotive 等公司所製造，車重 35長噸（36公噸；39短噸） ，動輪直徑 30英寸（762） ，汽缸 14乘16英寸（355.6乘406.4），編為 K 與 K2 型，成為蒸氣機車時代的主力。1928年又加入兩輛 Kitson-Meyer 2-6-2+2-6-2 關節式蒸汽機車（機型為TD）。不過由於常常需要一整天才能編組好足夠的貨車供其牽引，無法等待的客戶便轉向公路運輸，這兩輛車重 68長噸（69公噸；76短噸） 的蒸汽機車很快便改造軌距為1000毫米，轉用於巴基斯坦的Kangra Valley Railway。1971年本路停止蒸汽機車的常規運行。

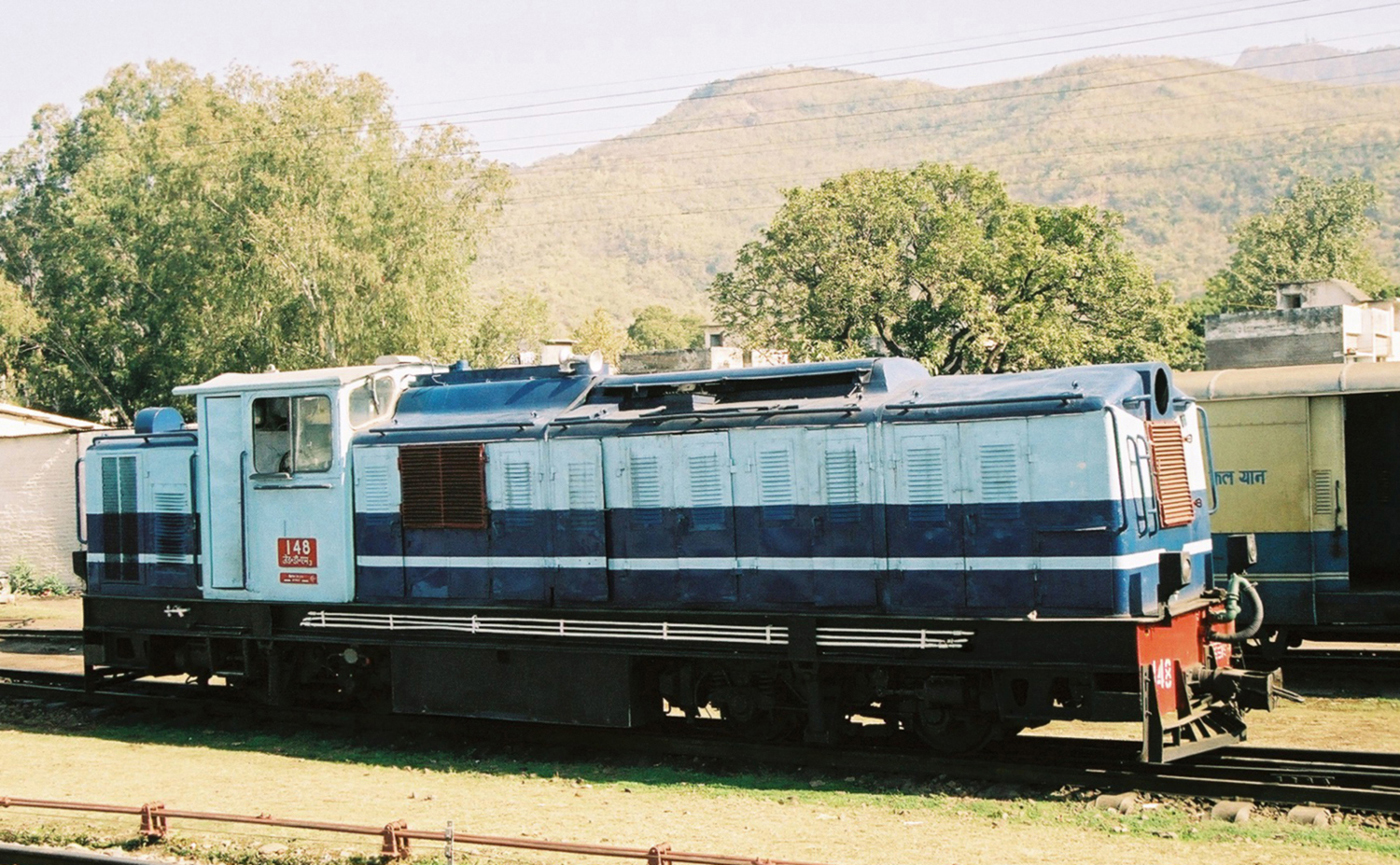
148號柴油機車

1955本路開始使用柴油機車，ZDM-1 型（由 Arnold Jung Lokomotivfabrik 製造，是兩節關節式機車）。1970年代改造軌距後稱 NDM-1 型行駛於Matheran Hill Railway。1960年代引入 ZDM-2 型（Maschinenbau Kiel (MaK) 製造），後來也改用於其他鐵路。
本線目前使用 ZDM-3 型柴液機車（出力522 kW （700 hp），時速50公里或31英里）。這些機車為1970與1982年 Chittaranjan Locomotive Works 製造，為單一駕駛室，設計型式為調車機車。2008與2009年由孟買附近的Central Railway Loco Workshop又造了6輛，歸類於同型車，但除了零組件升級以外，還有兩個駕駛室以方便駕駛。

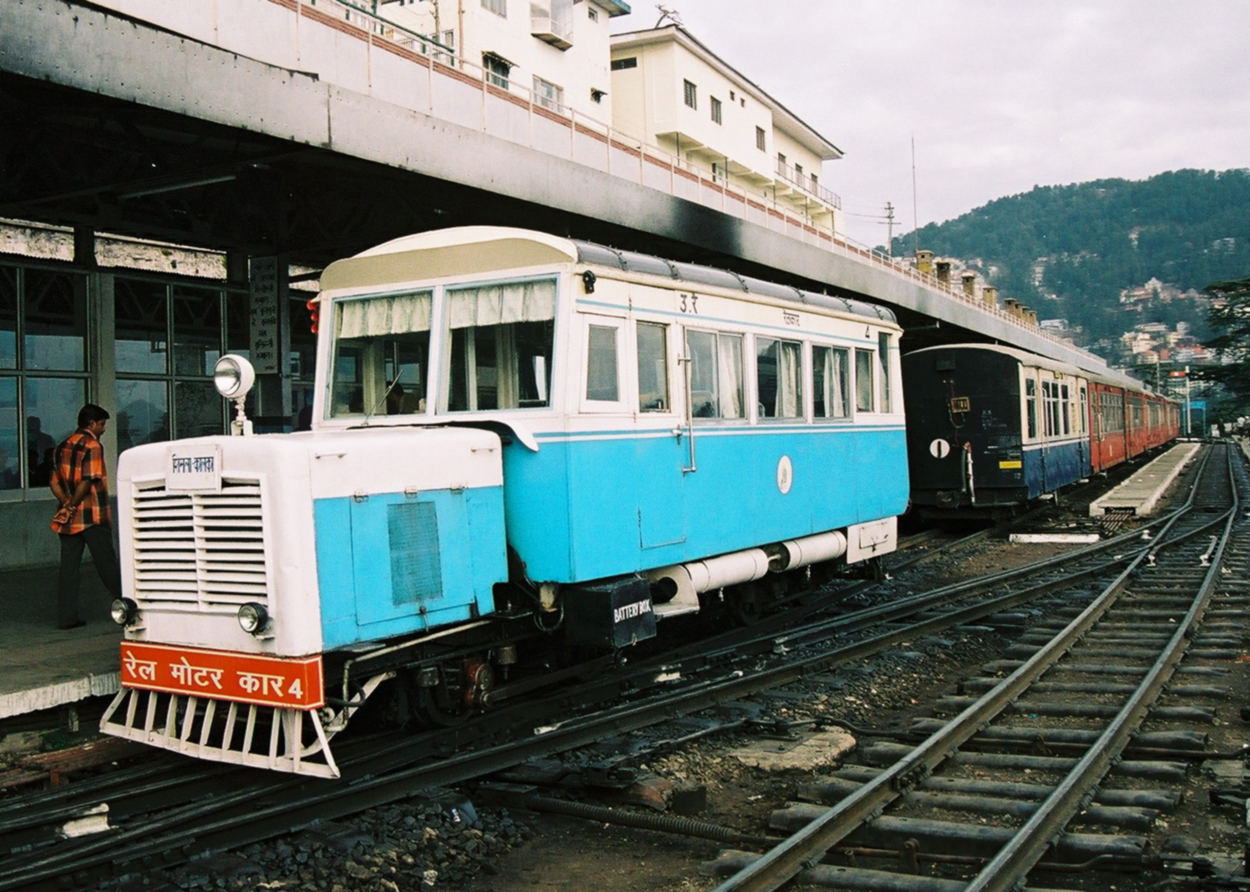
鐵路客車

本路開業時使用一般的四輪轉向架客車，但皮重過重， 2-6-2T蒸汽機車一次只能牽引四輛此類客車。1908年引入33乘以7英呎（10.1乘以2.1公尺）等級的轉向架客車，採用鋼製車架與車體，車頂使用鋁以減輕車重；蒸汽機車一次可牽引六輛客車。這是鐵路客車使用鋁製以減輕皮重的早期記錄之一。 
貨車使用常見的30乘以7英呎（9.1乘以2.1公尺）鋼製車架，有敞車（可載 19長噸（19公噸；21短噸））與蓬車 17.5長噸（17.8公噸；19.6短噸）。
冬季於機車前加上鏟雪器，以清除軌道上的積雪。